# Raionul Luhansk, Luhansk
Luhansk (în ucraineană Луганський район, transliterat: Luhanskîi raion) este un raion în regiunea Luhansk, Ucraina. Are reședința la Luhansk.
Are o suprafață de 2.147,4 km². Populația este de 535.200 locuitori, determinată în 2020.